# Hochheimer Domdechaney

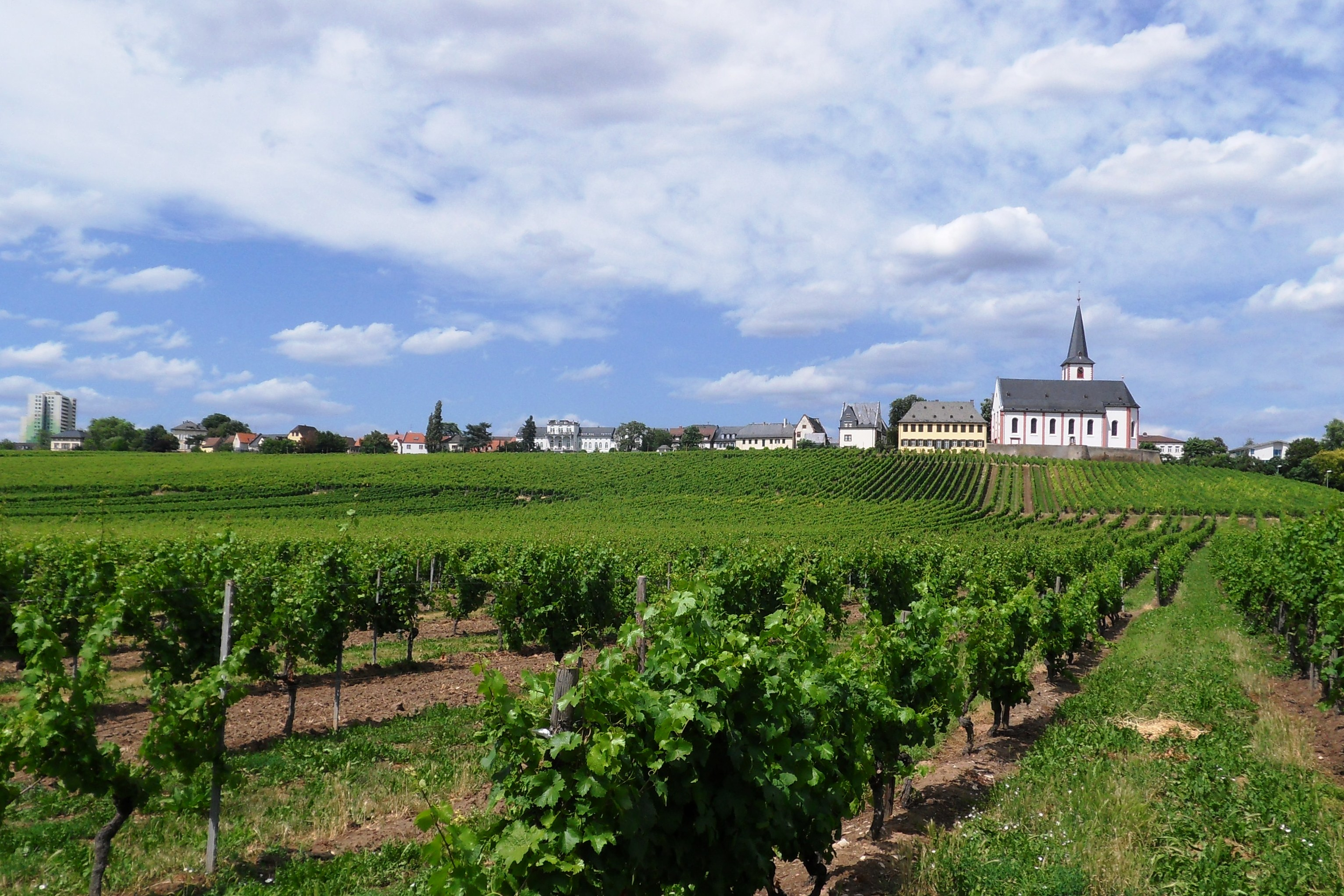
Weinbergslage Domdechaney direkt unterhalb der denkmalgeschützten Stadtansicht Hochheims von Süden; die flachgeneigte Weinbergslage vorne ist der Stielweg

Die Hochheimer Domdechaney ist eine Rheingauer Weinlage im Gebiet der Stadt Hochheim am Main. Sie ist 10,5 Hektar groß und gehört zur Großlage Daubhaus im Weinanbaugebiet Rheingau.

## Namensursprung
Die Mainzer Domdechanten besaßen hier, im sogenannten Schlösschen neben der Pfarrkirche St. Peter und Paul, eine Sommerresidenz. Bereits im 18. Jahrhundert wurde erwähnt, dass die Domdechanten in heißen Sommern Wasser aus dem nahe liegenden Main in ihren Weinberg an dieser Residenz bringen ließen. Der Weinberg gehörte zum Eigentum des Mainzer Domkapitels und ist direkt nach Süden ausgerichtet, die Gewann Hinter der Kirche liegt südlich, die Gewann Im Rauchloch westlich der Kirche.

## Weinlage
Die Hochheimer Domdechaney zählt zu den Spitzenlagen des Rheingaus, da die hohe Sonneneinwirkung auch in heißen Jahren durch die gute Wasser- und Nährstoffversorgung in den schweren, kalkhaltigen Böden kompensiert wird.
Die Böden reichen von tiefgründigen, mittelschweren bis schweren Löß-, Lößlehm- und Tonmergelböden. Die tonreichen Mergelböden sind schwierige aber auch interessante Rebstandorte. In trockenen, warmen Jahren wirkt sich ihr großes Wasserhaltevermögen besonders günstig aus, und es gedeihen auf ihnen körperreiche Weine von bester Qualität.
Kennzeichnend für die Weine der Hochheimer Domdechaney ist ihre stoffige, körperreiche Art und ihr selbst in geringen Jahren ausgeprägt blumiges und fruchtiges, an Pfirsichduft erinnerndes Bukett. Erst eine mindestens zweijährige Lagerung führt zur vollen Entfaltung aller sensorischen Qualitäten.